# Фьодоровски район
Фьодоровски район (на казахски: Фёдоров ауданы) е съставна част на Костанайска област, Казахстан. Административен център е град Фьодоровка. Обща площ 7234 км2 и население 25 050 души (по приблизителна оценка към 1 януари 2020 г.).